# Zyzomys maini
Zyzomys maini е вид гризач от семейство Мишкови (Muridae). Видът е почти застрашен от изчезване.

## Разпространение и местообитание
Разпространен е в Австралия.
Обитава скалисти райони, гористи местности, каньони и плата.

## Описание
Теглото им е около 94 g.
Популацията на вида е намаляваща.